# Боброобразни
Боброобразните (Castorimorpha) са подразред Гризачи, които наброяват около 100 вида. Всички с изключение на европейския бобър обитават Северна и Централна Америка. Към подразреда са включени и гризачи от семейство Eomyidae, които са първите видове от разреда, които могат да планират.

## Класификация
Подразред Боброобразни
- Надсемейство Castoroidea
  - Семейство †Eutypomyidae
  - Семейство †Rhizospalacidae
  - Семейство Castoridae – Боброви
- Инфраразред Geomorpha
  - Род †Griphomys – incertae sedis
  - Род †Meliakrouniomys – incertae sedis
  - Надсемейство †Eomyoidea
    - Семейство †Eomyidae

  - Надсемейство Geomyoidea
    - Семейство †Heliscomyidae
    - Семейство †Florentiamyidae
    - Семейство †Entoptychidae
    - Семейство Geomyidae – Гоферови
    - Семейство Heteromyidae – Кенгурови мишки
- incertae sedis
  - Род †Floresomys
  - Род †Texomys
  - Род †Jimomys
  - Род †Heliscomys
  - Род †Diplolophus
  - Род †Schizodontomys